# S&W modèle 76

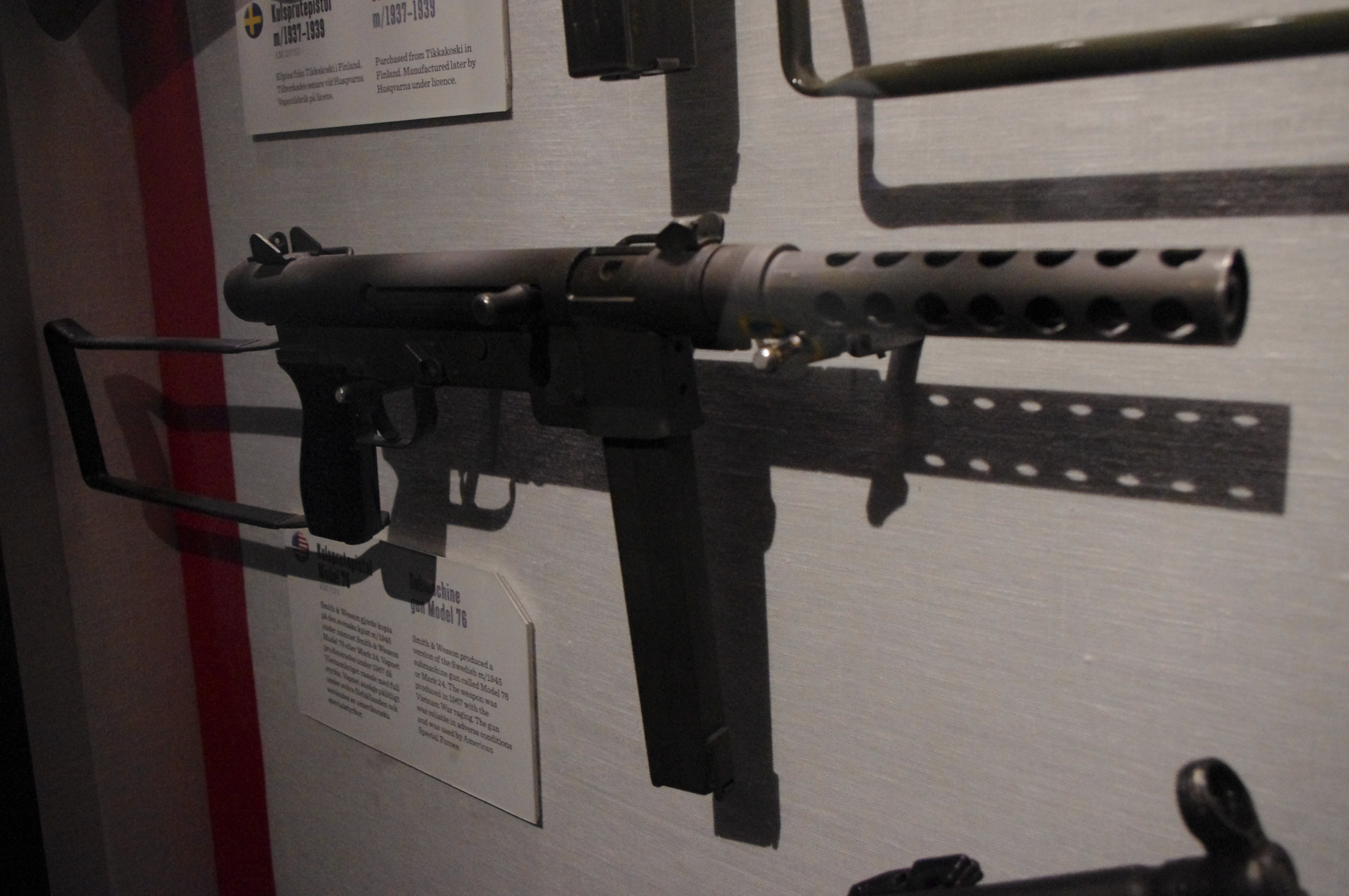
S&W modèle 76.

Le Smith & Wesson Model 76 est un pistolet mitrailleur, variante américaine du Carl Gustav M45. Ce fut l’une des premières armes militaires américaines de calibre 9 × 19 mm Parabellum véritablement utilisées au combat par les Forces armées des États-Unis.

## Présentation
Entre 1968 et 1974, la firme Smith & Wesson a produit près de 6000 exemplaires de cette copie US sans licence. Les différences proviennent du manchon refroidisseur (plus fin et plus de perforations), le nouvel emplacement des organes de visée sur la carcasse et la modification des formes de la poignée, de la crosse et du levier d’armement. Il fut utilisé par les Bérets verts puis les US Navy Seals durant la guerre du Viêt Nam. Après 1975, le M76 fut fourni à plusieurs SWAT teams des États-Unis dont l’ESU du NYPD (cédant ensuite sa place dans ses râteliers par l’incontournable HK MP5). Le M76 fut lui-même copié pour le marché civil (MK 760).

## Données numériques
- Munition : 9mm Parabellum
- Longueur minimale/maximale : 51/77 cm
- Canon : 20 cm
- Masse de l’arme vide : 3,38 kg
- Capacité du chargeur : 36 cartouches
- Cadence de tir théorique : 750 coups par minute

## Sources
Cette notice est issue de la lecture des revues spécialisées de langue française suivantes :
- Cibles (Fr)
- Action Guns (Fr)
- Raids (Fr)
- Assaut (Fr)